# 大和 (宇都宮市)
大和（やまと）は栃木県宇都宮市の地名。大和一丁目・二丁目・三丁目がある。このうち大和一丁目・二丁目はもとの地名でいう江曽島の一部であり、この地域に設置されている江曽島駅の名はそちらに由来している。
全区域が住居表示実施済み。郵便番号は大和一丁目・二丁目が321-0162（宇都宮中央郵便局管区）、大和三丁目が320-0836（宇都宮中央郵便局管区）。

## 概要
宇都宮市南西部の一地域。田川の右岸にある台地上にあり、西は八千代二丁目・八千代一丁目・大塚町・西川田町・鶴田町、北はJR日光線を挟んで滝の原三丁目・弥生二丁目・宮原五丁目、東は陽南四丁目・江曽島本町・春日町、南は宮本町に隣接する。
JR日光線と東武宇都宮線が交差する地点の南東部分に広がる住宅街であり、東武線江曽島駅がある。東武線に加えて宇都宮市街へ直結する路線バス一条江曽島（西川田東）線が通過しており交通の便が良く、戦後宅地化が進んだ地域である。もとは横川村の一部が1952年（昭和27年）に宇都宮市に編入された際に成立した大和町が源流で、この大和町がおおよそ現在の大和一・二丁目にあたる。現在においてこの「大和町」の名は陽南第2公園前にあるバス停に残っている。
その後、大和町の西側のもと鶴田町、西川田町の一部であった日光線の南・東武線西側の湿地帯域も宅地化され、大和三丁目として追加成立した。このような経緯から、大和1丁目・2丁目は陽南地区、大和3丁目は姿川地区と所属地区が異なっている。

## 歴史

### 沿革
- 1952年（昭和27年）4月1日：河内郡横川村大字江曽島の一部が宇都宮市に編入。宇都宮市大和町が成立。
- 1966年（昭和41年）9月30日：大和町・宮本町・西原町の一部が大塚町、大和1・2丁目となる[2]。同時に大和2丁目に住居表示施行。
- 1979年（昭和54年）10月1日：大和町の残部が住居表示により陽南4丁目となる[3]。これをもって大和町は廃止。
- 1980年（昭和55年）11月1日：西川田町・鶴田町の一部をもって大和3丁目が成立[4]。同時に大和1・3丁目に住居表示施行。

### 町名の変遷
| 実施後     | 実施年月日                | 実施前（各町ともその一部） |
| ---------- | ------------------------- | -------------------------- |
| 大和一丁目 | 1966年（昭和41年）9月30日 | 大和町、西原町             |
| 大和二丁目 | 1966年（昭和41年）9月30日 | 大和町、宮本町             |
| 大和三丁目 | 1980年（昭和55年）11月1日 | 西川田町、鶴田町、西原町   |

## 世帯数と人口
2017年（平成29年）7月31日現在の世帯数と人口は以下の通りである。
| 丁目       | 世帯数    | 人口    |
| ---------- | --------- | ------- |
| 大和一丁目 | 283世帯   | 673人   |
| 大和二丁目 | 452世帯   | 909人   |
| 大和三丁目 | 368世帯   | 788人   |
| 計         | 1,103世帯 | 2,370人 |

## 小・中学校の学区
市立小・中学校に通う場合の学区は以下の通りとなる。
| 町丁                 | 小学校               | 中学校               |
| -------------------- | -------------------- | -------------------- |
| 大和一丁目           | 宇都宮市立陽南小学校 | 宇都宮市立陽南中学校 |
| 大和二丁目           | 宇都宮市立陽南小学校 | 宇都宮市立陽南中学校 |
| 宇都宮市立姿川中学校 | 宇都宮市立陽南小学校 |                      |
| 大和三丁目           | 宇都宮市立陽南小学校 |                      |

## 交通

### 鉄道
東武宇都宮線江曽島駅がある。江曽島駅の所在地が大和二丁目。東口は大和二丁目・宮本町、西口は八千代一丁目・二丁目方面。

### 道路
- 栃木県道2号宇都宮栃木線（栃木街道）：大和三丁目の西側を南北に通過している。北は宇都宮市街方面、南は壬生町・栃木市方面へ向かっている。
- 陽南通り：大和一丁目と二丁目の間を東西に通過する。西は栃木街道・宮環方面、東は国道4号方面へ抜ける。
- 宮原球場通り：大和一丁目と陽南四丁目の間を南北に通過。名称は陽南四丁目にある宇都宮市宮原運動公園野球場より。
- 緑が丘通り：大和二丁目と江曽島本町・春日町の間を南北に通過。南方面は西川田の旧宇都宮競馬場（現カンセキスタジアムとちぎ）へ向かう。

### 路線バス
大和二丁目を抜ける緑が丘通り・江曽島駅を経由する系統と、大和三丁目の西を抜ける栃木街道上を走行する系統がある。
- 関東バス
  - JR宇都宮駅 - 東武駅前 - 伝馬町 - 桜通十文字 - 滝谷町 - 宇高校前 - 大塚町 - 江曽島駅入口 - 西川田駅
  - JR宇都宮駅 - 東武駅前 - 伝馬町 - 宇女高前 - 六道 - ハローワーク - 文化会館前 - 宇都宮高校前 - 大塚町 - 江曽島駅入口 - 東浦町 - 西川田東 - 総合運動公園西
    - 大通り・栃木街道を経由して宇都宮市街と西川田を結ぶ系統。大和からの最寄りのバス停は「大塚町」。

  - JR宇都宮駅 - 東武西口 - 一条 - 川田入口 - 県立がんセンター前 - 江曽島駅 - 西川田東 - 総合運動公園西
    - 上の系統に対し、大通り・東京街道・陽南通り・緑ヶ丘通り・競馬場通りを経由して宇都宮市街と江曽島・西川田間を結ぶ。大和地内では「陽南小学校前」「大和町」「江曽島駅」「宮本町交番前」「宮本町」の各バス停がある。

## 主な施設

### 大和一丁目
- 宇都宮市立陽南小学校
- 宮原6号児童公園

### 大和二丁目
- 東武宇都宮線江曽島駅
- 陽南第2公園

### 大和三丁目
- 大和3丁目公園